# Szientismus
Szientismus (von lateinisch scientia ‚Wissen‘, ‚Wissenschaft‘), auch Szientizismus oder Scientismus, ist ein von dem französischen Biologen Félix le Dantec (1869–1917) ursprünglich zustimmend gemeinter Begriff für die Auffassung, dass sich mit wissenschaftlichen Methoden alle sinnvollen Fragen beantworten lassen. Der Szientismus geht von einem positivistischen Verständnis dieser Methoden aus und wird daher oft mit dem Positivismus oder mit einer extremen Haltung desselben gleichgesetzt. Aussagen, die sich nicht durch wissenschaftliche Methoden begründen lassen, wie z. B. in den Themengebieten Religion und Metaphysik, sind für den Szientismus sinnlos oder sprechen über nicht existente Dinge.

## Szientismusthesen
Der Szientismus befürwortet die Anwendung wissenschaftlicher Methoden für Praktiken in nahezu allen gesellschaftlichen Teilbereichen, insbesondere der Politik. Szientismus ist demnach die Auffassung, dass es weder etwas außerhalb des Gegenstandbereichs der Wissenschaft gebe, noch einen Bereich menschlicher Aktivität, auf den sich wissenschaftliche Erkenntnisse nicht erfolgreich anwenden ließen.
Schon bald nach der Neuprägung des Begriffs wurde dieser jedoch auch abwertend verwendet; vor allem, weil der Szientismus als eine spezielle Form des Reduktionismus angesehen und als verengtes Weltbild eingeschätzt wurde. Diese Kritik am Szientismus ist von anderer Seite wiederum als Versuch einer Immunisierung gegen wissenschaftliche Kritik gewertet worden. Joseph A. Schumpeter hält die Übertragung von Methoden der mathematischen Physik auf die Wirtschaftswissenschaft für unbedenklich, (in)sofern dadurch nichts Physikalisches in die Ökonomie hereingetragen werde.
Der Szientismus kommt vor allem in Form des Physikalismus und Biologismus vor. Andere Formen des Reduktionismus wären etwa Psychologismus, Soziologismus oder Ökonomismus.

„Dabei existiert die Scientismusthese im engeren Sinne in verschiedenen Varianten:
- Der methodologische Szientismus vertritt die Auffassung, dass die Methoden der exakten Wissenschaften (in der radikalen Variante nur der Naturwissenschaften) anwendbar auf und ausreichend für den Aufbau der Humanwissenschaften sind.
- Der moralische Szientismus vertritt den “technologischen Imperativ”: Was man versteht, sollte man umsetzen – can implies ought. Eine moralische Beschränkung bei der Anwendung wissenschaftlicher Erkenntnis ist demnach nicht gerechtfertigt.
- Die These der Szientokratie: Menschliche Beziehungen und Gesellschaften können ausschließlich nach wissenschaftlichen Kriterien organisiert werden, d. h., auch Ethik kann letztlich wissenschaftlich begründet werden.“

## Beispiele
Nach Auffassung des Biologen Ulrich Kutschera baue auf der Arbeit der Naturwissenschaftler „letztendlich unser gesamter verlässlicher, technologisch verwertbarer Wissensschatz“ auf. Demgegenüber würde die von ihm als „Verbalwissenschaft“ titulierte Geisteswissenschaft lediglich „Tertiärliteratur“ produzieren. In einer Replik auf Kritiker verweist Kutschera darauf, dass Denken „ein biologischer Vorgang und das Verständnis seiner Produkte deswegen Sache der Biologie“ sei. In einer Buchveröffentlichung wiederholt Kutschera seine szientistischen Thesen nochmals: „In den Realwissenschaften gibt es […] einen nachweisbaren Erkenntnisfortschritt, der auf objektiven Daten bzw. Fakten und der […] Theorienbildung basiert. Im Gegensatz dazu geben viele ‚Geisteswissenschaftler‘ nur subjektive Spekulationen von sich, denen nicht selten die faktische Grundlage fehlt.“
Eine „künstlerische“ Zugangsweise, die auch von tradierten Erfahrungsbeständen, implizitem Wissen und Einfühlungsvermögen geprägt ist, wird seit den späten 1960er Jahren für die Hebammenkunst geltend gemacht. Dabei wird eine als szientistisch verstandene, exklusive Festlegung auf wissenschaftliche Methoden bestritten.
Der NS-Staat war eine Diktatur mit szientistischer Ausrichtung und strebte ein biologisches Utopia mittels der Nationalsozialistischen Rassenhygiene an.
Auch die Sowjetunion war eine Diktatur mit szientistischer Ausrichtung und untermauerte ihre Gesellschaftsutopie mit aus ihrer Sicht wissenschaftlichen Argumenten. So sollte die Klassenlose Gesellschaft mit der Anwendung moderner wirtschafts- und gesellschaftswissenschaftlicher Erkenntnisse des Wissenschaftlichen Sozialismus errichtet werden.

## Kritische Positionen

### Hegel
Die erste Kritik an diesem Wissenschaftsverständnis setzte im Deutschen Idealismus mit Hegel ein. Hegel wendet sich hier gegen den in der „Kritik der reinen Vernunft“ von Kant entwickelten Objektivitätsbegriff mit seiner transzendentalen und präsuppositionslogischen (auf Voraussetzungen bauenden) Begründung. Hegel sieht darin einen zwar antidogmatischen (nicht-materialistischen und nicht-metaphysischen), aber doch physikalistischen, „mechanischen“ Begriff von Objektivität.
Hegel stellt diesem eine erfahrungslogische Reflexion auf das, was es gibt und was es zu erklären gibt, entgegen. Er gibt damit der aristotelischen Ontologie und Naturhistorie eine diese selbst überschreitende, „transzendente“ andere Richtung. Vor jeder genetisch ableitbaren oder kausalen Erklärung („woher kommt etwas?“) steht die Formbestimmung dessen, was es zu erklären gibt. Dabei gibt es für Hegel so viele Formen, wie es Gleichheiten gibt, die ihrerseits als Nichtunterscheidungen immer auf einen Relevanz- (bzw. Bedeutungs-) und Kommunikationszusammenhang verweisen. So kann der Empirismus entsubjektiviert und das transzendentalanalytische Programm Kants entformalisiert werden. Durch Hegels Rückgriff auf eine neu platzierte „historia“ der Formen der Natur und Kultur wird der Erfahrungsbezug als die wesentliche Grundlage für Objektivität eingeführt. Daraus entwickelt sich erst die Einsicht in eine methodische Ordnung in einem komplexen Aufbau von Wissenschaft und Sprache. Die darin geschichteten Präsuppositionen lassen sich nicht einfach durch die „Ergebnisse“ der höheren, explikativen und erklärenden Ebenen „widerlegen“. Hegel argumentiert dabei in der „Logik“ von oben nach unten, nicht aufbauend, sondern präsuppositionsanalytisch (die Voraussetzungen untersuchend). Auf diese Weise werden die Unterstellungen der verschiedenen Wahrheits-, Gegenstands- und Objektivitätsbegriffe ausführlich deutlich gemacht.
Sein Ergebnis ist: Keine transzendentale Deduktion der Kausalität in einer Theorie des Erfahrungsgegenstandes und erst recht keine kausal erklärende Theorie kann die „empraktische“ Objektivität des Lebens, Handelns und Urteilens in Frage stellen. Auf diese Weise kann Hegel Fichtes Einsicht und Forderung in den Vorrang der tradierten Formen des Handelns und Wissens vor jedem Objektivitätsanspruch einer erklärenden Wissenschaft systematisch begründen. Jede physikalische
(„mechanische“ oder „chemische“) Erklärung wird gesehen als eingebunden in den Zusammenhang des instrumentellen Handelns und des Interesses an bedingten Prognosen.
Es ist dies die pragmatische Seite des Deutschen Idealismus, die auch bei Martin Heidegger in seiner Existenzphilosophie zu finden ist. Hegels Philosophie aufgrund ihrer prinzipiellen Beschränkung der Wissens- und Erklärungsansprüche war nicht nur gegen eine szientistische Kosmologie gerichtet, sondern auch für die einzelnen empirischen Wissenschaften, sowie für den Fortschrittsglauben des späteren 19. Jahrhunderts und für das Selbstbewusstsein der wissenschaftlichen Aufklärung des 20. ein Stein des Anstoßes.
Pirmin Stekeler-Weithofer meint: „Man unterstellt ihr den Herrschaftsanspruch des Platzanweisers und verkennt ihr spekulatives Bemühen um topographische oder logische Übersicht. Es geht in diesem Streit aber weniger um Hegel als um den Begriff kritischer Philosophie. Denn eines kann diese nie sein: Magd einer theologischen oder szientistischen Kosmologie oder Weltanschauung.“

### Friedrich A. von Hayek
Im Zusammenhang seiner Vorstellung, dass der „Wettbewerb als Entdeckungsverfahren“ eine angemessenere Beschreibung des Marktgeschehens biete als die neoklassischen Gleichgewichtsmodelle der Ökonomie, hat Friedrich August von Hayek von den Naturwissenschaften inspirierte sozialwissenschaftliche Methoden als Szientismus kritisiert. Für Wissenschaften, die sich mit komplexeren biologischen, geistigen und gesellschaftlichen Phänomenen befassen, stößt ein physikalistisches Modell hinsichtlich seiner Erklärungs- und Voraussagemöglichkeiten an inhärente Grenzen.

### Karl Popper
Nach Karl Popper liegt die Gefährlichkeit des Szientismus in seinem falschen Verständnis der naturwissenschaftlichen Methode. Der Szientismus geht demnach davon aus, dass sich Naturwissenschaft durch den Gebrauch einer induktiven Methode auszeichnet und dass eine solche Methode entsprechend auch in anderen Bereichen angewendet werden muss. Nach Popper gibt es jedoch keine induktive Methode, und sie kann daher auch nicht die Methode der Naturwissenschaften sein. In seinem Kritischen Rationalismus vertritt er den Standpunkt, dass es durchaus richtig sei, von einer Einheitsmethode auszugehen, jedoch in Form eines Falsifikationsprinzips, das auf der aktiven Veränderung des Forschungsgegenstands im Experiment zwecks Lösung von Problemen basiert und nicht, wie in der szientistischen Vorstellung, in Form passiver Beobachtung.

### Hermeneutik und Diskursethik
Während Poppers Kritik sich gegen ein bestimmtes, positivistisches Verständnis naturwissenschaftlicher Methoden wandte, wurde ihm im sozialwissenschaftlichen Methodenstreit von Vertretern der Kritischen Theorie der Frankfurter Schule seinerseits der Vorwurf des „Positivismus“ gemacht. Dieser Methodenstreit geht letztlich auf den Unterschied zwischen Methodenmonismus, d. h. einer Anwendung naturwissenschaftlicher Methoden auch in den Geistes- und Sozialwissenschaften, und einem Methodendualismus zurück. Dabei wird die Orientierung an den Naturwissenschaften auf der Basis eines hermeneutischen Wissenschaftsverständnisses und unter Rückgriff auf Wilhelm Diltheys Unterschied zwischen erklärenden und verstehenden Ansätzen in der Wissenschaft kritisiert. Auch Jürgen Habermas’ Kritik am Szientizismus in Erkenntnis und Interesse ist unter anderem von dieser Tradition beeinflusst. Er kritisiert die generelle Identifikation von Wissenschaft mit Erkenntnis als szientistisch. Wissenschaftliche Erkenntnis sei nur eine Form der Erkenntnis. Darüber hinaus greift er das vom Phänomenologen Edmund Husserl in die Philosophie eingeführte Konzept der Lebenswelt auf, das auch bei Husserl Grundlage für eine Kritik der positiven Wissenschaften war.
Karl-Otto Apel kritisiert exemplarisch den Behaviorismus Burrhus Frederic Skinners und „manche soziologischen ‚Systemtheoretiker‘“ (gemeint ist Niklas Luhmann). Für ihn greift der Szientismus zu kurz, weil er „seine eigenen Bedingungen der Möglichkeit nicht mehr bedenkt.“ Ein Szientist wie „Skinner vermag natürlich nicht die Frage zu beantworten, wer denn die Konditionierer – also die Wissenschaftler – (verantwortlich?) konditioniert (oder konditionieren soll)?“
Apel sieht einen Ausweg aus der szientistischen Sackgasse nur in einer Letztbegründung, weil alle an der Praxis ausgerichteten Konzepte logisch in einem Subjektivismus und damit in einer Gesinnungsethik, die Apel bei Immanuel Kant grundgelegt sieht, enden müssen. „Wenn man zeigen kann, daß schon die logische Argumentation (und damit auch die Wissenschaft) als Bedingung ihrer Möglichkeit eine intersubjektiv gültige Ethik voraussetzt, dann ist man in der Lage, die szientistische Blockierung der ethischen Rationalität in rational zwingender Form aufzuheben und ein für alle Argumentationswilligen unbestreitbares Prinzip der Ethik anzugeben.“ Dieses sieht Apel in der wechselseitigen Anerkennung in einer idealen Kommunikationsgemeinschaft.